# (300045) 2006 UQ139
(300045) 2006 UQ139 es un asteroide perteneciente al cinturón de asteroides, descubierto el 19 de octubre de 2006 por el equipo del Mount Lemmon Survey desde el Observatorio del Monte Lemmon, Arizona, Estados Unidos.

## Designación y nombre
Designado provisionalmente como 2006 UQ139.

## Características orbitales
2006 UQ139 está situado a una distancia media del Sol de 3,036 ua, pudiendo alejarse hasta 3,320 ua y acercarse hasta 2,752 ua. Su excentricidad es 0,093 y la inclinación orbital 3,060 grados. Emplea 1933,09 días en completar una órbita alrededor del Sol.

## Características físicas
La magnitud absoluta de 2006 UQ139 es 17.